# The Body Show
《The Body Show》（韓語：더 바디쇼）是韓國On Style集健身和時尚於一體的綜藝節目，第一季由崔汝珍、劉勝玉、Lady Jane等人出演，各集亦會邀請其他藝人明星共同參與，節目重點放在「身體」二字，討論女性對身體的煩惱並介紹針對各個部位的保養產品和運動方法。。

《The Body Show 2》第二季由第一集於10/10/2015播出－28/01/2016播出最後一集。

《The Body Show 3 - My Bodyguard》第一集於28/04/2016播出－30/06/2016播出最後一集。

《The Body Show 4》第一集於11/08/2016播出－17/11/2016播出最後一集。

## 各集內容
| 集數 | 播放日期      | 地點 |
| ---- | ------------- | ---- |
| 1    | 2015年4月16日 |      |